# 2025年オーストリアグランプリ
2025年オーストリアグランプリ（英: 2025 Austrian Grand Prix、正式名称: Formula 1 MSC Cruises Austrian Grand Prix 2025）は、2025年のF1世界選手権の第11戦として、2025年6月29日にレッドブル・リンクで開催された。
本項目に記載されている時刻は全て現地時間（CEST / UTC+2）。

## 背景
タイヤ
ピレリが持ち込んだドライ用タイヤのコンパウンドはハード（白）：C3、ミディアム（黄）：C4、ソフト（赤）：C5のソフト寄りの組み合わせ。
| ドライ用   | ドライ用       | ドライ用   | ウェット用           | ウェット用   |
| C3         | C4             | C5         | インターミディエイト | フルウェット |
| ---------- | -------------- | ---------- | -------------------- | ------------ |
| （ハード） | （ミディアム） | （ソフト） | （小雨用）           | （大雨用）   |
DRS：3箇所
※（　）内は検知ポイント
- DRS1：ターン1より102m先から（ターン1より160m手前）
- DRS2：ターン3より100m先から（ターン3より40m手前）
- DRS3：ターン10より106m先から（ターン10より120m手前）

レースフォーマット
オーストリアGPは2022年から2024年までスプリントのレースフォーマットで開催されていたが、本年はスプリントの対象レースから外れ、通常のレースフォーマットで開催される。
ペナルティポイント
マックス・フェルスタッペンは第9戦スペインGPの決勝でジョージ・ラッセルと接触した件により、累積ペナルティポイントが11点に達し、本GPでペナルティポイントが1点でも加算されると次戦イギリスGPは出場停止となる。なお、本GPの終了までペナルティポイントが加算されなかった場合、前年のオーストリアGPの決勝で科せられた2点が有効期間の12ヶ月を超えるため失効し、9点まで減る。

## エントリー
フリープラクティスドライバー
各チームともルーキードライバー（過去のF1選手権レースの出走が2回までのドライバーが対象）を年間4回（1台あたり2回）金曜日のセッションで起用する義務に基づき、以下のドライバーがFP1に参加する。
- マクラーレン：マクラーレン・ドライバー育成プログラムに所属し、FIA F2選手権に参戦中のアレクサンダー・ダンが、ランド・ノリスに代わってFP1に参加する。ダンは初のFP1参加となる。
- フェラーリ：フェラーリ・ドライバー・アカデミーに所属し、FIA F2選手権に参戦中のディーノ・ベガノヴィッチが、シャルル・ルクレールに代わってFP1に参加する。ベガノヴィッチは第4戦バーレーンGP以来2回目のFP1参加となる。

## フリー走行

### FP1
2025年6月27日 13:30
（特記のない出典：）
- 気温24度、路面温度43度、晴、ドライ

フリープラクティスドライバーのディーノ・ベガノヴィッチ（フェラーリ）とアレクサンダー・ダン（マクラーレン）が参加した。トップタイムを記録したジョージ・ラッセル（メルセデス）から19番手のエステバン・オコン（ハース）まで1秒以内の僅差となった中、ランド・ノリスのマシンを走らせたF1公式セッション初参加のダンが4番手に入るとともに、高速コーナーにおける速度で20台中トップとなった。

### FP2
2025年6月27日 17:00
（特記のない出典：）
- 気温26度、路面温度38度、曇、ドライ

FP1はダンにシートを譲ったノリスがトップタイムを記録し、チームメイトのオスカー・ピアストリがノリスに続き、マクラーレンが1-2で初日を終えた。タイヤについて、序盤は決勝想定のミディアムかハード、中盤は予選想定でソフト、後半は再びロングラン想定の走行を行うためミディアムかハードを使用するドライバーが多かったが、一部のドライバーは決勝でもソフトを使うことも考慮している。

### FP3
2025年6月28日 12:30
（特記のない出典：）
- 気温24度、路面温度33度、晴、ドライ

このセッションもマクラーレンの1-2で、ノリスがピアストリに0.1秒の差を付けてトップタイムを記録した。

### 各セッションの順位
| 順位   | ドライバー         | コンストラクター | タイム   |
| ------ | ------------------ | ---------------- | -------- |
| 1      | G.ラッセル         | メルセデス       | 1:05.542 |
| 2      | M.フェルスタッペン | レッドブル       | 1:05.607 |
| 3      | O.ピアストリ       | マクラーレン     | 1:05.697 |
| 4      | A.ダン*            | マクラーレン     | 1:05.766 |
| 5      | P.ガスリー         | アルピーヌ       | 1:05.780 |
| 出典： |                    |                  |          |

| 順位   | ドライバー         | コンストラクター             | タイム   |
| ------ | ------------------ | ---------------------------- | -------- |
| 1      | L.ノリス           | マクラーレン                 | 1:04.580 |
| 2      | O.ピアストリ       | マクラーレン                 | 1:04.737 |
| 3      | M.フェルスタッペン | レッドブル                   | 1:04.898 |
| 4      | L.ストロール       | アストンマーティン・アラムコ | 1:05.022 |
| 5      | C.ルクレール       | フェラーリ                   | 1:05.190 |
| 出典： |                    |                              |          |

| FP3 \| 順位 \| ドライバー \| コンストラクター \| タイム \| \| -------------- \| ------------------ \| ---------------- \| -------- \| \| 1 \| L.ノリス \| マクラーレン \| 1:04.324 \| \| 2 \| O.ピアストリ \| マクラーレン \| 1:04.442 \| \| 3 \| M.フェルスタッペン \| レッドブル \| 1:04.534 \| \| 4 \| C.ルクレール \| フェラーリ \| 1:04.574 \| \| 5 \| L.ハミルトン \| フェラーリ \| 1:04.790 \| \| 出典：[18][19] \| \| \| \| | - 注: いずれもトップ5まで掲載。*はフリープラクティスドライバー。 |                  |          |
| 順位 | ドライバー                                                       | コンストラクター | タイム   |
| 1 | L.ノリス                                                         | マクラーレン     | 1:04.324 |
| 2 | O.ピアストリ                                                     | マクラーレン     | 1:04.442 |
| 3 | M.フェルスタッペン                                               | レッドブル       | 1:04.534 |
| 4 | C.ルクレール                                                     | フェラーリ       | 1:04.574 |
| 5 | L.ハミルトン                                                     | フェラーリ       | 1:04.790 |
| 出典： |                                                                  |                  |          |

## 予選
2025年6月28日 16:05 ※当初の開始予定は16:00
（特記のない出典：）
- 気温27度、路面温度47度、晴、ドライ

ランド・ノリスが唯一1分3秒台のタイムを出し、2番手のシャルル・ルクレールに0.521秒の大差を付けて今季3回目のポールポジションを獲得した。チームメイトでランキング首位のオスカー・ピアストリはノリスとルクレールに続く3番手を獲得した。一方、ホームグランプリを迎えたレッドブル勢は兄弟チームのレーシングブルズにも及ばない惨状で、Q1ではレーシングブルズ勢がレッドブル勢を上回るタイムを残し、リアム・ローソンは今季自己ベストの6番手、アイザック・ハジャーは13番手を獲得したが、マックス・フェルスタッペンはローソンの1つ後方の7番手、角田裕毅は18番手に沈みQ1敗退を喫した。キック・ザウバーの新人ガブリエル・ボルトレトは初めてQ3に進出し、8番手を獲得した。
Q2で第3戦日本GPと同様、ホームストレートのコース脇の芝生が発火したため赤旗が出されるハプニングがあった。

### 予選結果
| 順位                                            | No. | ドライバー                     | コンストラクター                        | Q1       | Q2       | Q3       | Grid |
| ----------------------------------------------- | --- | ------------------------------ | --------------------------------------- | -------- | -------- | -------- | ---- |
| 1                                               | 4   | ランド・ノリス                 | マクラーレン-メルセデス                 | 1:04.672 | 1:04.410 | 1:03.971 | 1    |
| 2                                               | 16  | シャルル・ルクレール           | フェラーリ                              | 1:05.197 | 1:04.734 | 1:04.492 | 2    |
| 3                                               | 81  | オスカー・ピアストリ           | マクラーレン-メルセデス                 | 1:04.966 | 1:04.556 | 1:04.554 | 3    |
| 4                                               | 44  | ルイス・ハミルトン             | フェラーリ                              | 1:05.115 | 1:04.896 | 1:04.582 | 4    |
| 5                                               | 63  | ジョージ・ラッセル             | メルセデス                              | 1:05.189 | 1:04.860 | 1:04.763 | 5    |
| 6                                               | 30  | リアム・ローソン               | レーシングブルズ-ホンダ・RBPT           | 1:05.017 | 1:05.041 | 1:04.926 | 6    |
| 7                                               | 1   | マックス・フェルスタッペン     | レッドブル-ホンダ・RBPT                 | 1:05.106 | 1:04.836 | 1:04.929 | 7    |
| 8                                               | 5   | ガブリエル・ボルトレト         | キック・ザウバー-フェラーリ             | 1:05.123 | 1:04.846 | 1:05.132 | 8    |
| 9                                               | 12  | アンドレア・キミ・アントネッリ | メルセデス                              | 1:05.178 | 1:05.052 | 1:05.276 | 9    |
| 10                                              | 10  | ピエール・ガスリー             | アルピーヌ-ルノー                       | 1:05.054 | 1:04.846 | 1:05.649 | 10   |
| 11                                              | 14  | フェルナンド・アロンソ         | アストンマーティン・アラムコ-メルセデス | 1:05.197 | 1:05.128 | n/a      | 11   |
| 12                                              | 23  | アレクサンダー・アルボン       | ウィリアムズ-メルセデス                 | 1:05.143 | 1:05.205 | n/a      | 12   |
| 13                                              | 6   | アイザック・ハジャー           | レーシングブルズ-ホンダ・RBPT           | 1:05.063 | 1:05.226 | n/a      | 13   |
| 14                                              | 43  | フランコ・コラピント           | アルピーヌ-ルノー                       | 1:05.278 | 1:05.288 | n/a      | 14   |
| 15                                              | 87  | オリバー・ベアマン             | ハース-フェラーリ                       | 1:05.218 | 1:05.312 | n/a      | 15   |
| 16                                              | 18  | ランス・ストロール             | アストンマーティン・アラムコ-メルセデス | 1:05.329 | n/a      | n/a      | 16   |
| 17                                              | 31  | エステバン・オコン             | ハース-フェラーリ                       | 1:05.364 | n/a      | n/a      | 17   |
| 18                                              | 22  | 角田裕毅                       | レッドブル-ホンダ・RBPT                 | 1:05.369 | n/a      | n/a      | 18   |
| 19                                              | 55  | カルロス・サインツ             | ウィリアムズ-メルセデス                 | 1:05.582 | n/a      | n/a      | 19   |
| 20                                              | 27  | ニコ・ヒュルケンベルグ         | キック・ザウバー-フェラーリ             | 1:05.606 | n/a      | n/a      | 20   |
| 107% time（Q1のトップタイムから107%）: 1:09.199 |     |                                |                                         |          |          |          |      |
| 出典:                                           |     |                                |                                         |          |          |          |      |

## 決勝
2025年6月29日 15:00
（特記のない出典：）
- 気温30度、路面温度51度、晴、ドライ

ランド・ノリスがポール・トゥ・ウィンで今季3勝目を挙げ、好スタートを決めてノリスとのトップ争いも見せたオスカー・ピアストリが2位に続き、マクラーレンが1-2フィニッシュで圧勝した。シャルル・ルクレールはピアストリに抜かれたものの3位をキープして表彰台を獲得した。
ホームグランプリとなったレッドブル勢は、マックス・フェルスタッペンが1周目にアンドレア・キミ・アントネッリと接触して早々にリタイアし、角田裕毅はフランコ・コラピントとの接触で10秒ペナルティを科せられ、2周遅れで最下位の16位に終わり、上位入賞どころかポイント獲得さえできない散々な週末となった。一方、兄弟チームのレーシングブルズは、リアム・ローソンが6位入賞を果たす健闘を見せた。キック・ザウバー勢は新人のガブリエル・ボルトレトが8位で初入賞し、ニコ・ヒュルケンベルグは最後尾スタートから9位まで挽回し、ダブル入賞を果たした。ウィリアムズのカルロス・サインツはフォーメーションラップで立ち往生し、オフィシャルの手でマシンを始動させてピットレーンからスタートを試みたが、リアブレーキから煙を上げたため決勝をスタートできなかった。これによりエクストラフォーメーションラップが行われ、当初予定の71周から70周に減算された。

### レース結果
| 順位                                                          | No. | ドライバー                       | コンストラクター                        | 周回数 | タイム/リタイア原因 | Grid | Pts. |
| ------------------------------------------------------------- | --- | -------------------------------- | --------------------------------------- | ------ | ------------------- | ---- | ---- |
| 1                                                             | 4   | ランド・ノリス                   | マクラーレン-メルセデス                 | 70     | 1:23:47.693         | 1    | 25   |
| 2                                                             | 81  | オスカー・ピアストリ             | マクラーレン-メルセデス                 | 70     | +2.695              | 3    | 18   |
| 3                                                             | 16  | シャルル・ルクレール             | フェラーリ                              | 70     | +19.820             | 2    | 15   |
| 4                                                             | 44  | ルイス・ハミルトン               | フェラーリ                              | 70     | +29.020             | 4    | 12   |
| 5                                                             | 63  | ジョージ・ラッセル               | メルセデス                              | 70     | +1:02.396           | 5    | 10   |
| 6                                                             | 30  | リアム・ローソン                 | レーシングブルズ-ホンダ・RBPT           | 70     | +1:07.754           | 6    | 8    |
| 7                                                             | 14  | フェルナンド・アロンソ           | アストンマーティン・アラムコ-メルセデス | 69     | +1 Lap              | 11   | 6    |
| 8                                                             | 5   | ガブリエル・ボルトレト           | キック・ザウバー-フェラーリ             | 69     | +1 Lap              | 8    | 4    |
| 9                                                             | 27  | ニコ・ヒュルケンベルグ           | キック・ザウバー-フェラーリ             | 69     | +1 Lap              | 20   | 2    |
| 10                                                            | 31  | エステバン・オコン               | ハース-フェラーリ                       | 69     | +1 Lap              | 17   | 1    |
| 11                                                            | 87  | オリバー・ベアマン               | ハース-フェラーリ                       | 69     | +1 Lap              | 15   |      |
| 12                                                            | 6   | アイザック・ハジャー             | レーシングブルズ-ホンダ・RBPT           | 69     | +1 Lap              | 13   |      |
| 13                                                            | 10  | ピエール・ガスリー               | アルピーヌ-ルノー                       | 69     | +1 Lap              | 10   |      |
| 14                                                            | 18  | ランス・ストロール               | アストンマーティン・アラムコ-メルセデス | 69     | +1 Lap              | 16   |      |
| 15                                                            | 43  | フランコ・コラピント 1           | アルピーヌ-ルノー                       | 69     | +1 Lap 1            | 14   |      |
| 16                                                            | 22  | 角田裕毅 2                       | レッドブル-ホンダ・RBPT                 | 68     | +2 Laps             | 18   |      |
| Ret                                                           | 23  | アレクサンダー・アルボン         | ウィリアムズ-メルセデス                 | 15     | エンジン            | 12   |      |
| Ret                                                           | 1   | マックス・フェルスタッペン       | レッドブル-ホンダ・RBPT                 | 0      | 接触                | 7    |      |
| Ret                                                           | 12  | アンドレア・キミ・アントネッリ 3 | メルセデス                              | 0      | 接触                | 9    |      |
| DNS                                                           | 55  | カルロス・サインツ               | ウィリアムズ-メルセデス                 |        | ブレーキ            | 19   |      |
| 優勝スピード（勝者ノリスの平均速度）: 216.737 km/h            |     |                                  |                                         |        |                     |      |      |
| ファステストラップ: オスカー・ピアストリ - 1:14.119（63周目） |     |                                  |                                         |        |                     |      |      |
| 出典:                                                         |     |                                  |                                         |        |                     |      |      |

追記
- ^1 - コラピントはターン3～4でピアストリと接触した件の責任を問われ、5秒のタイムペナルティ（ペナルティ未消化のため、レースタイムに5秒加算）とペナルティポイント1点（累積3点）が科せられた[33]。
- ^2 - 角田はターン4でコラピントと接触した件の責任を問われ、10秒のタイムペナルティ（ピットインで消化）とペナルティポイント2点（累積4点）が科せられた[34]。
- ^3 - アントネッリはターン3でフェルスタッペンと接触した件の責任を問われ、次戦イギリスGPでの3グリッド降格とペナルティポイント2点（累積2点）が科せられた[35]。

ラップリーダー
※ 太字は最多ラップリーダー
- ランド・ノリス - 62周 (1-19, 26-51, 54-70)
- オスカー・ピアストリ - 7周 (20-24, 52-53)
- ルイス・ハミルトン - 1周 (25)

## 主な記録

### ドライバー
- 初入賞：ガブリエル・ボルトレト[37]
- フランス人ドライバーが1,000レース目の出走を果たした（1,120レースのイギリス人に続く歴代2位）[38]。

### コンストラクター
- レッドブルはマックス・フェルスタッペンがリタイア、角田裕毅が入賞圏外の16位と無得点に終わったため、2022年サウジアラビアグランプリ以来続いていたポイント獲得が歴代2位の77戦でストップし、歴代1位のフェラーリの81戦（2010年ドイツグランプリ - 2014年シンガポールグランプリ）に4戦及ばなかった[39]。

## 第11戦終了時点のランキング
|       | 順位 | ドライバー                 | ポイント |
| ----- | ---- | -------------------------- | -------- |
|       | 1    | オスカー・ピアストリ       | 216      |
|       | 2    | ランド・ノリス             | 201      |
|       | 3    | マックス・フェルスタッペン | 155      |
|       | 4    | ジョージ・ラッセル         | 146      |
|       | 5    | シャルル・ルクレール       | 119      |
| 出典: |      |                            |          |

|       | 順位 | コンストラクター        | ポイント |
| ----- | ---- | ----------------------- | -------- |
|       | 1    | マクラーレン-メルセデス | 417      |
| 1     | 2    | フェラーリ              | 210      |
| 1     | 3    | メルセデス              | 209      |
|       | 4    | レッドブル-ホンダ・RBPT | 162      |
|       | 5    | ウィリアムズ-メルセデス | 55       |
| 出典: |      |                         |          |

- 注：いずれもトップ5まで掲載。